# Изумрудный брохис
Изумрудный брохис, или смарагдовый сомик (лат. Brochis splendens) — вид лучепёрых рыб из семейства панцирных сомов.
Аквариумная рыбка, известная также под названиями: зелёный сомик, зелёный брохис, изумрудный сомик. Некоторые систематики относят данный вид к сестринскому роду коридорасов (лат. Corydoras splendens).

## Внешний вид
Длина тела 7—9 см. Напоминает золотистого коридораса, но тело заметно выше, брюшко окрашено в светло-бежевый цвет, а спина привлекательна блестящей, зеленоватого цвета чешуёй.

## Место обитания
В естественной среде обитает в верховьях Амазонки, реке Токантинсе на территории Бразилии и реке Напо в Эквадоре; в восточной части Перу.

## Содержание
Аквариум от 30 л, грунт мелкий, желательно без острых краёв, еженедельные подмены воды до 30 % от объёма аквариума, жёсткость не имеет решающего значения, температура воды +20…+26 °C, pH 7,0—7,6. Как и все представители семейства, брохисы не переносят подсаливание воды; заглатывают воздух с поверхности воды, усваивая кислород через стенки кишечника. Особых требований к кормам не предъявляют. Брохисы — стайные рыбки, желательно содержать по несколько штук в одном аквариуме.

## Размножение
Естественное размножение в условиях аквариума редко; как правило нерест вызывается гормональной стимуляцией. В то же время, есть данные о относительно частом и естественном размножении сомиков в аквариумах. 
Вода в нерестилище должна иметь жёсткость не выше 4—5 °dH, pH 6,0—6,5. Икра развивается 4—12 суток. Плодовитость — до 500 икринок.